# Łużna
Łużna – wieś położona w województwie małopolskim, w powiecie gorlickim. Miejscowość, leżąca w dolinie Łużnianki, jest siedzibą gminy Łużna oraz parafii św. Marcina Biskupa. Przez Łużną przebiega droga wojewódzka nr 977.
W roku 2021 we wsi mieszkało 3254 osób, z czego 50.1% stanowiły kobiety, a 49.9%- mężczyźni.

## Historia

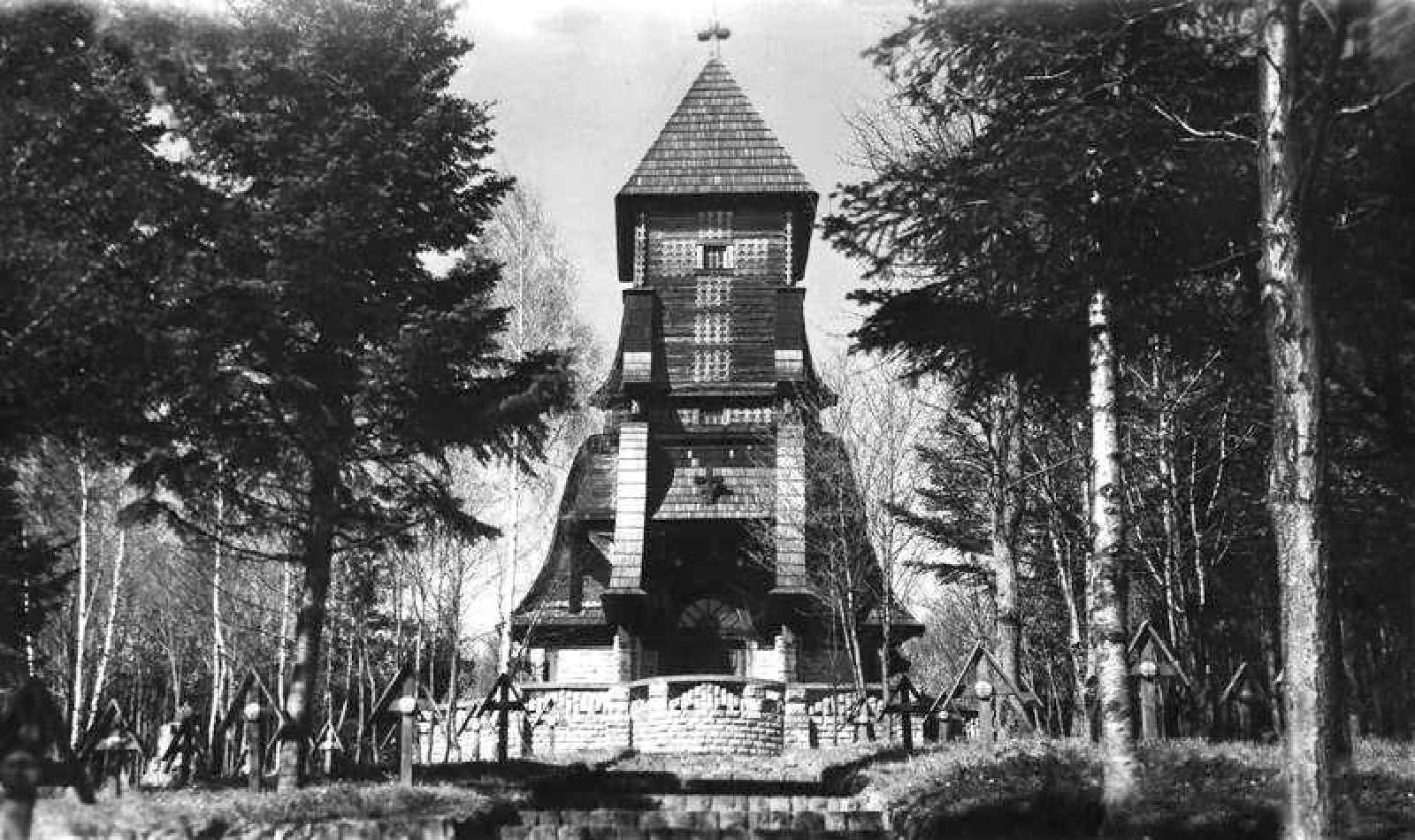
Kaplica cmentarna na Wzgórzu Pustki, Cmentarz wojenny nr 123. Została odbudowana.

### Wacław Potocki
Właścicielem Łużnej był Wacław Potocki. Pierwotnie był arianinem, a po przejściu na katolicyzm zezwolił na wznowienie działalności parafii katolickiej oraz oddał jej kościół, który przez pewien okres był zborem braci polskich. Tu powstało wiele z jego dzieł. 9 lipca 1696 zmarł w ukochanej Łużnej.

### Słownik geograficzny Królestwa Polskiego

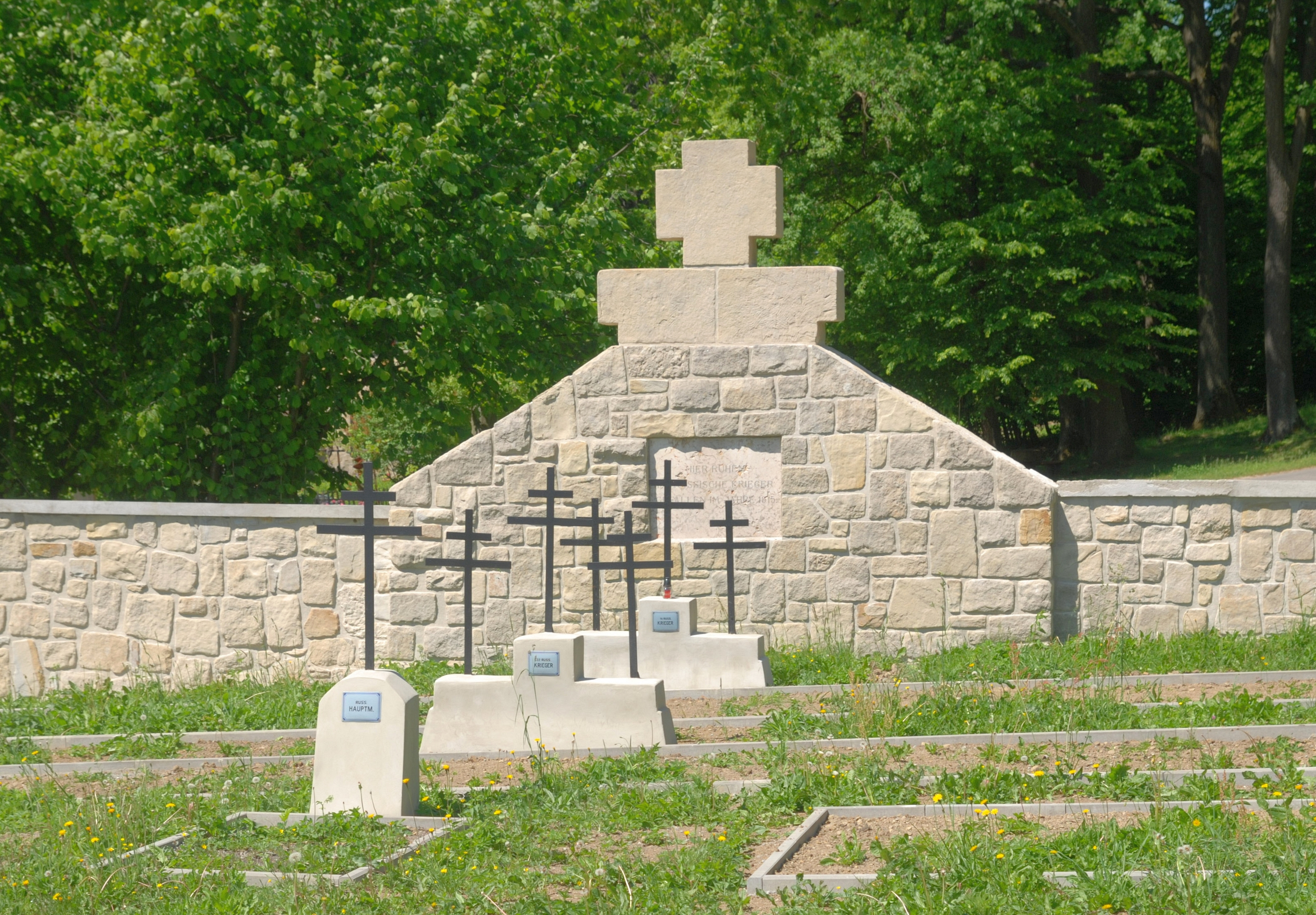
Cmentarz wojenny nr 122

Słownik geograficzny Królestwa Polskiego z lat 80. XIX wieku podaje, że Łużna dzieliła się na Dolną i Górną. Samą wieś opisuje następująco: Ta ludna wieś (...) w okolicy podgórskiej (...) urozmaiconej niewielkiemi lasami i przerżniętej licznemi potokami, liczy 2194 mk (mieszkańców) (...) Dla rozległości zabudowań noszą części wsi osobne nazwy (...) (pisownia oryginalna). Istniały wtedy w Łużnej: parafia rzymskokatolicka, kościół parafialny, szkoła ludowa i karczma na Podlesiu. Autor wspomina również o warunkach rolnych wsi zauważając, że gleba jest średnio urodzajna, a lasy przeważnie jodłowe. W tym okresie duża część miejscowości należała do Juliana Skrzyńskiego, do którego należało łącznie 1555 morgów ziemi (na 3422 morgów).

### Bitwa o wzgórzePustki
Na terenie Łużnej odbyła się część Operacji Gorlickiej – Bitwa o wzgórze Pustki. Na Pustkach znajdowały się okopy rosyjskie. Ukryte w lesie przetrwały ogień artyleryjski i pozwoliły armii rosyjskiej stawić opór. Wojska austro-węgierskie i niemieckie zdobyły wzgórze, lecz poniosły duże straty w ludziach. W wyniku walk wieś została zniszczona.

### Spis powszechny z 1921
Według Pierwszego Powszechnego Spisu Ludności z 30 września 1921 w Łużnej mieszkało 2298 osób (1045 mężczyzn i 1253 kobiet). 2297 osób deklarowało narodowość polską, a 1 narodowość inną niż 4 główne narodowości. 2252 osoby były wyznania rzymskokatolickiego, 7 greckokatolickiego, 1 innego chrześcijańskiego i 38 mojżeszowego. W Łużnej było wówczas 438 budynków mieszkalnych i 9 innych zamieszkałych budynków.

### Przynależność państwowa i administracyjna
Łużna należała:
- XIV w[c] – 1772  I Rzeczpospolita, województwo krakowskie, powiat biecki[6]
- 1772–1918  Monarchia Habsburgów (do 1867)  Austro-Węgry, Królestwo Galicji i Lodomerii:
  - 1773–1782 cyrkuł pilzneński, dystrykt Biecz (do 1777 lub 1782)
  - 1782–1791 cyrkuł dukielski
  - 1791–1850 cyrkuł jasielski
  - 1850–1854 bezirkshauptmannschaft Gorlice
  - 1854–1860 cyrkuł jasielski, bezirk Gorlice
  - 1860–1865 cyrkuł sądecki, bezirk Gorlice
  - 1865–1867 bezirk Gorlice
  - 1867–1918 powiat gorlicki
- od 1918  Polska:
  - 1920–1945 województwo krakowskie, powiat gorlicki[d]
  - 1945–1975 województwo rzeszowskie, powiat gorlicki (w latach 1954–1972 wieś była siedzibą gromady Łużna)
  - 1975–1998 województwo nowosądeckie
  - od 1999 województwo małopolskie, powiat gorlicki

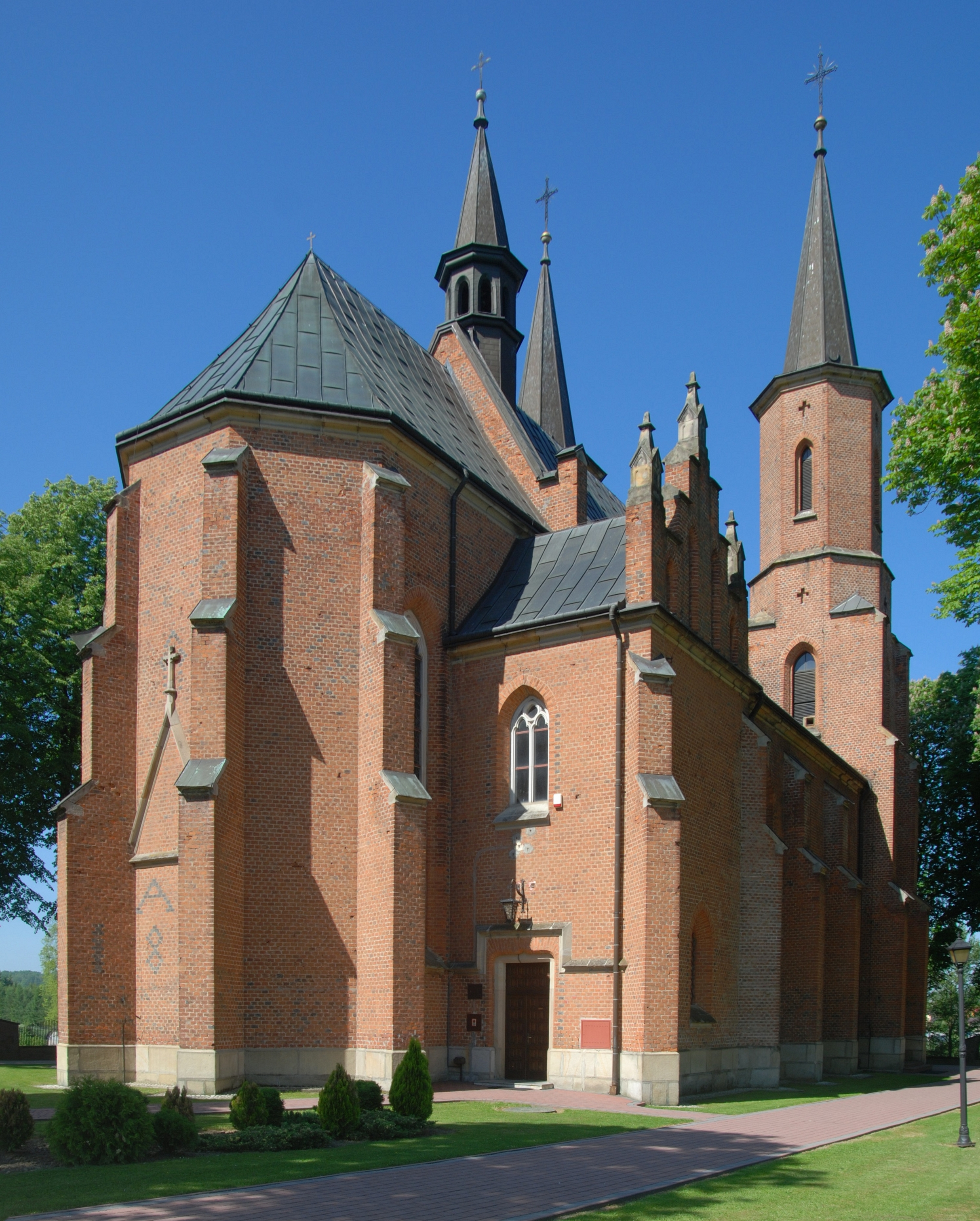
Kościół św. Marcina
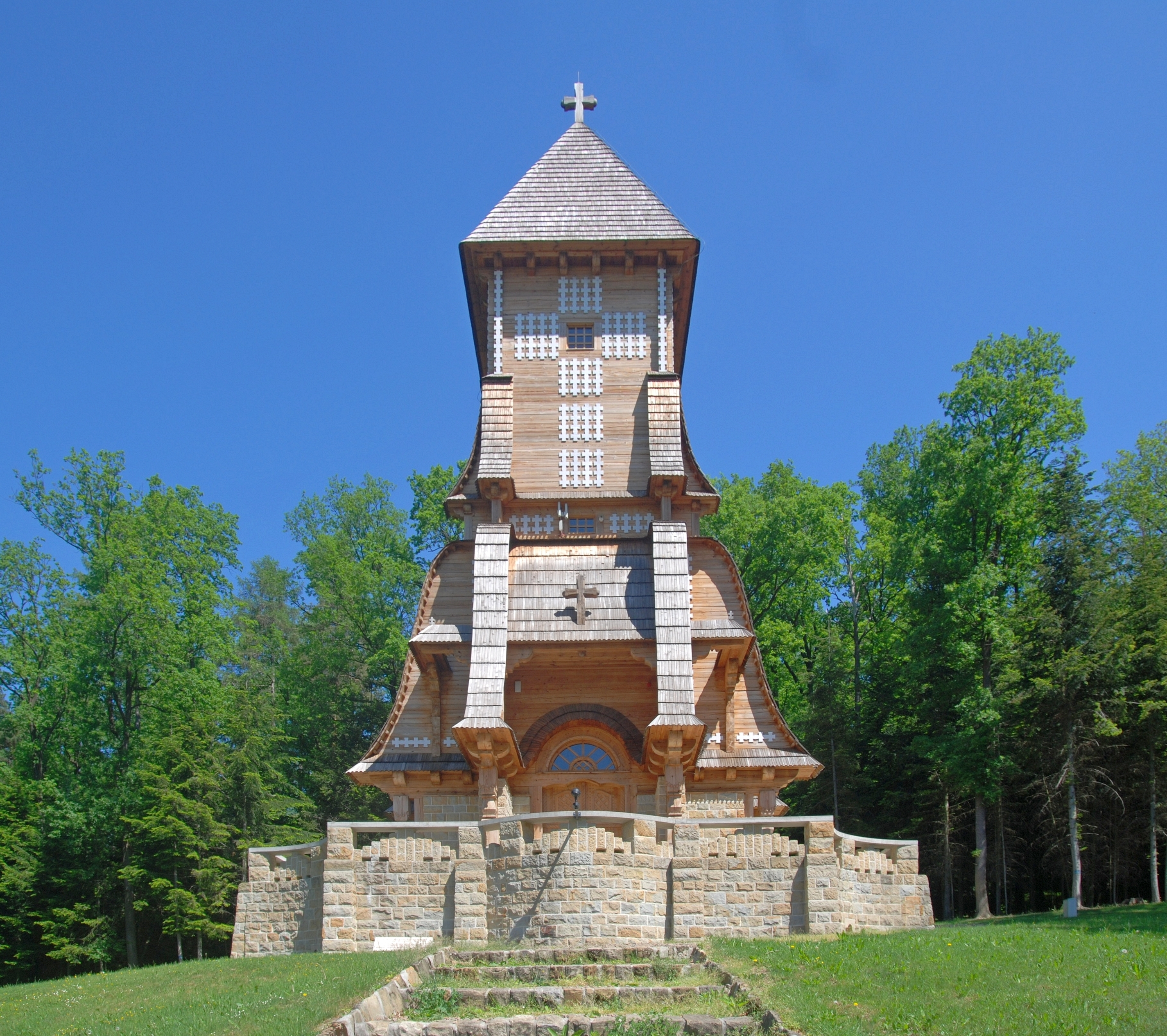
Odbudowana kaplica na cmentarzu wojennym nr 123
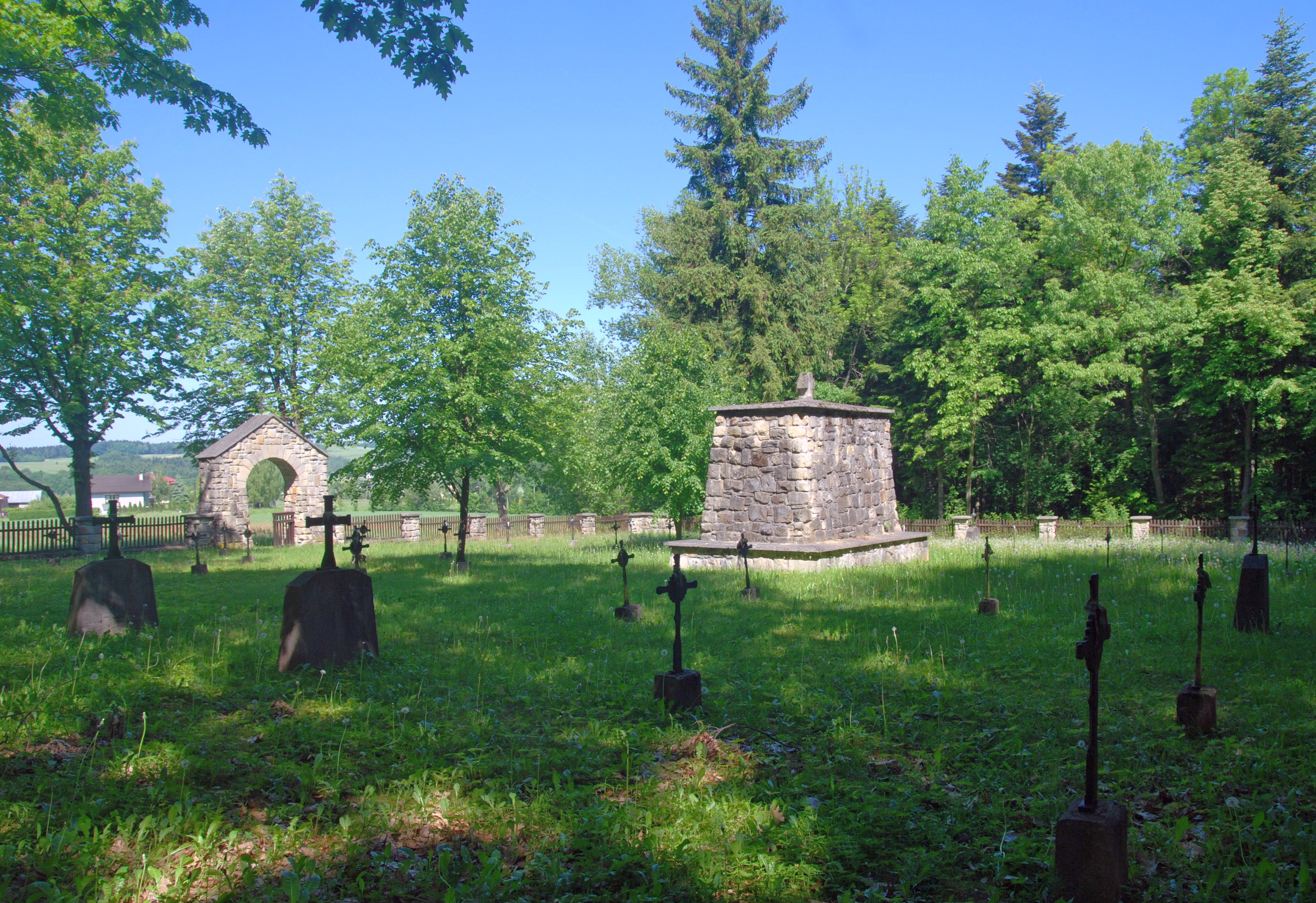
Cmentarz wojenny nr 120

## Turystyka

### Zabytki

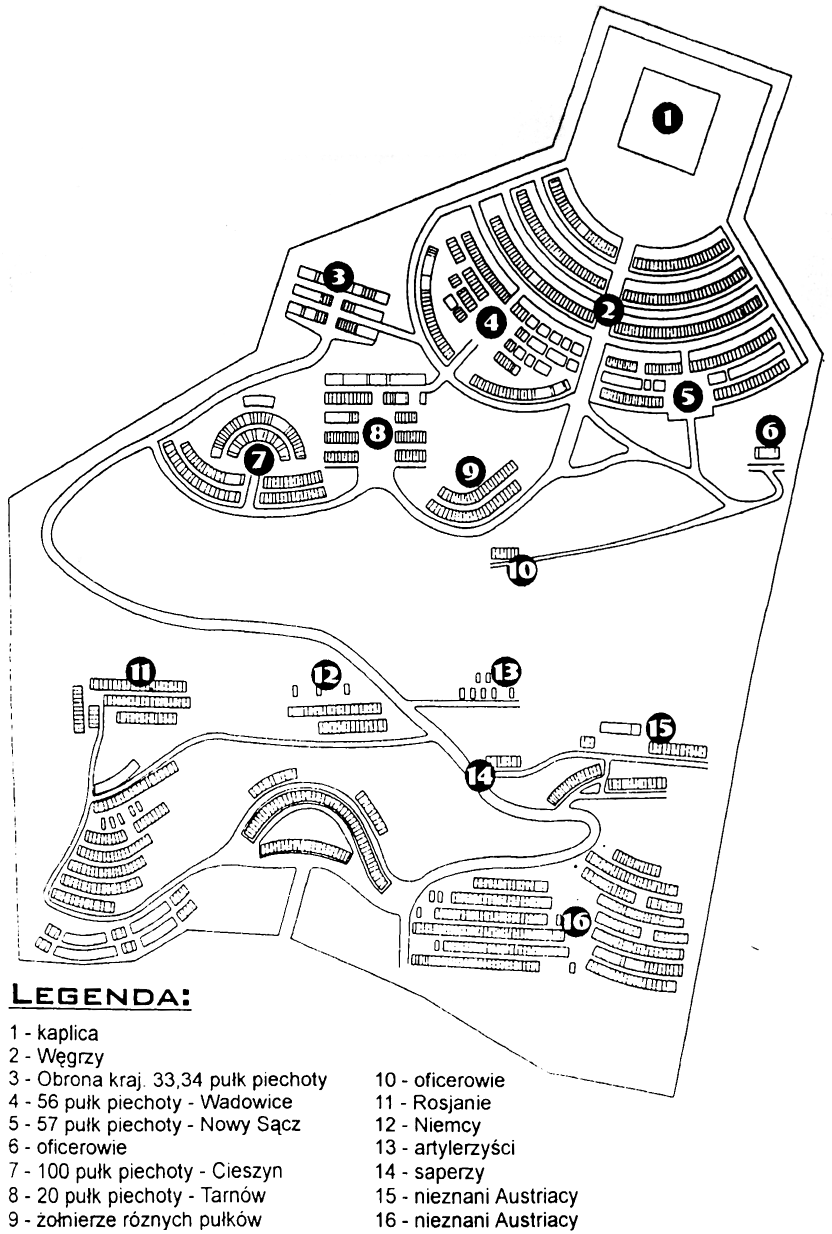
Plan cmentarza nr 123 na Pustkach (Łużna)

Obiekty wpisane do rejestru zabytków nieruchomych województwa małopolskiego
- kościół parafialny pw. św. Marcina
- cmentarz wojenny nr 120 z czasów I wojny światowej
- cmentarz wojenny nr 122 z czasów I wojny światowej
- cmentarz wojenny nr 123 z czasów I wojny światowej  – największy pod względem zajmowanej powierzchni cmentarz wojenny z I wojny światowej w Galicji Zachodniej. Na cmentarzu znajduje się drewniana kaplica z oryginalną architekturą góralską nawiązującą do stylu starosłowiańskiego. Od 2016 roku cmentarz posiada znak dziedzictwa europejskiego[8].

Inne:
- historyczne centrum wsi Łużna objęte jest strefą ochrony jako teren zabytkowych zespołów i obiektów kulturowych
- pomniki na nagrobkach na cmentarzu parafialnym

### Szlaki piesze
- od szosy Gorlice – Tarnów do cmentarzy nr 122 i 123 na wzgórzu Pustki (szlak cmentarny)

### Wydarzenia
W Łużnej corocznie od 2010 roku odbywa się impreza w formie pikniku naukowego z oprawą artystyczną pod nazwą Pogórzańskie Atrakcje Naukowe. Odbywa się ona we wrześniu w budynku Szkoły Podstawowej nr 1 w Łużnej i na stadionie sportowym w centrum miejscowości. Patronat nad wydarzeniem objął wójt Gminy Łużna oraz rektorzy krakowskich uczelni publicznych. Od 2012 partnerem przedsięwzięcia jest Województwo Małopolskie.

## Organizacje

### Organizacje państwowe
W Łużnej siedzibę ma leśnictwo Łużna, należące do nadleśnictwa Gorlice. Leśnictwo Łużna zarządza lasami państwowymi w gminach Łużna i Moszczenica oraz w części gminy wiejskiej Gorlice i miasta Gorlice (na zachód od drogi krajowej nr 28 z wyłączeniem Szymbarku; w tym w Gorlicach granicę stanowi droga w jej starym przebiegu, przed oddaniem do użytku obwodnicy).

### Organizacje społeczne
W Łużnej założono pierwszy na terenie powiatu gorlickiego i ówczesnego województwa rzeszowskiego (do którego wtedy administracyjnie należała Łużna) Klub Honorowych Dawców Krwi „Fratres”, istniejący do dziś.
W Łużnej działa klub sportowy LKS Łużna, którego piłkarze występują obecnie w lidzie okręgowej (grupa Nowy Sącz). W klubie istnieje również sekcja podnoszenia ciężarów.

## Integralne części wsi
| części wsi | Blich, Bołdówki, Dół, Górki, Granice, Krzysztosiówki, Lisiaki, Łąki, Podbrzezie, Poddaństwo, Pogwizdów, Podlesie, Pola, Pustki, Strzylawki, Wesołów, Wyszanka, Zaborówka, Zadziele |

## Osoby związane z miejscowością
- Wacław Potocki – podczaszy krakowski (1678–1685), jeden z głównych twórców barokowych w Polsce, właściciel Łużnej
- Edward Wójcikiewicz (1888–1958), porucznik artylerii Wojska Polskiego, kawaler Virtuti Militari